# Simplification anomale
 (septembre 2024).
La mise en forme du texte ne suit pas les recommandations de Wikipédia : il faut le « wikifier ».
Les points d'amélioration suivants sont les cas les plus fréquents. Le détail des points à revoir est peut-être précisé sur la page de discussion.
- Les titres sont pré-formatés par le logiciel. Ils ne sont ni en capitales, ni en gras.
- Le texte ne doit pas être écrit en capitales (les noms de famille non plus), ni en gras, ni en italique, ni en « petit »…
- Le gras n'est utilisé que pour surligner le titre de l'article dans l'introduction, une seule fois.
- L'italique est rarement utilisé : mots en langue étrangère, titres d'œuvres, noms de bateaux, etc.
- Les citations ne sont pas en italique mais en corps de texte normal. Elles sont entourées par des guillemets français : « et ».
- Les listes à puces sont à éviter, des paragraphes rédigés étant largement préférés. Les tableaux sont à réserver à la présentation de données structurées (résultats, etc.).
- Les appels de note de bas de page (petits chiffres en exposant, introduits par l'outil «  Source ») sont à placer entre la fin de phrase et le point final[comme ça].
- Les liens internes (vers d'autres articles de Wikipédia) sont à choisir avec parcimonie. Créez des liens vers des articles approfondissant le sujet. Les termes génériques sans rapport avec le sujet sont à éviter, ainsi que les répétitions de liens vers un même terme.
- Les liens externes sont à placer uniquement dans une section « Liens externes », à la fin de l'article. Ces liens sont à choisir avec parcimonie suivant les règles définies. Si un lien sert de source à l'article, son insertion dans le texte est à faire par les notes de bas de page.
- La présentation des références doit suivre les conventions bibliographiques. Il est recommandé d'utiliser les modèles {{Ouvrage}}, {{Chapitre}}, {{Article}}, {{Lien web}} et/ou {{Bibliographie}}. Le mode d'édition visuel peut mettre en forme automatiquement les références.
- Insérer une infobox (cadre d'informations à droite) n'est pas obligatoire pour parachever la mise en page.

Pour une aide détaillée, merci de consulter Aide:Wikification.
Si vous pensez que ces points ont été résolus, vous pouvez retirer ce bandeau et améliorer la mise en forme d'un autre article.
 (septembre 2024).
Une Simplification anomale ou accidentelle est un type particulier de procédure arithmétique erronée qui donne une réponse numériquement correcte. Une tentative est faite pour simplifier une fraction en annulant des chiffres individuels du numérateur et du dénominateur. Il ne s'agit pas d'une opération légitime et elle ne donne généralement pas de réponse correcte, mais dans certains cas rares, le résultat est numériquement le même que si une procédure correcte avait été appliquée. Les cas triviaux d’annulation des zéros de fin ou lorsque tous les chiffres sont égaux sont ignorés.
Voici des exemples de simplification anomale qui produisent néanmoins un résultat correct (ceux-ci et leurs inverses sont tous des cas en base 10 où la fraction est différente de 1 et avec deux chiffres) :                      
- {\displaystyle {\frac {19}{95}}={\frac {1\!\!{\not 9}}{\not 95}}={\frac {1}{5}}}
- {\displaystyle {\frac {16}{64}}={\frac {1\!\!{\not 6}}{\not 64}}={\frac {1}{4}}}
- {\displaystyle {\frac {26}{65}}={\frac {2\!\!{\not 6}}{\not 65}}={\frac {2}{5}}}
- {\displaystyle {\frac {49}{98}}={\frac {4\!\!{\not 9}}{\not 98}}={\frac {4}{8}}={\frac {1}{2}}.}[2]

L'article de Boas analyse les cas à deux chiffres dans des bases autres que la base 10, par exemple,32/13 =2/1 et son inverse sont les seules solutions en base 4 à deux chiffres.
Un exemple de simplification anomale avec plus de deux chiffres est165/462 =15/42, et un exemple avec un nombre différent de chiffres est 98/392 =8/32 .

## Propriétés élémentaires
Lorsque la base est première, il n’existe pas de solutions à deux chiffres. Cela peut être prouvé par contradiction : supposons qu’une solution existe. Sans perte de généralité, nous pouvons dire que cette solution est
{\displaystyle {\frac {a||b}{c||a}}={\frac {b}{c}},\ {\rm {base}}\ p,}
où la double ligne verticale indique la concaténation des chiffres. Ainsi, nous avons
{\displaystyle {\frac {ap+b}{cp+a}}={\frac {b}{c}}\implies (a-b)cp=b(a-c)}
Mais {\displaystyle p>a,b,a-c}, car ce sont des chiffres en base {\displaystyle p} ; encore {\displaystyle p} divise {\displaystyle b(a-c)}, ce qui signifie que {\displaystyle a=c}. Donc le côté droit est nul, ce qui signifie que le côté gauche doit également être nul, c'est-à-dire, {\displaystyle a=b}, une contradiction avec la définition du problème. (Si {\displaystyle a=b}, le calcul devient {\displaystyle {\frac {a||a}{c||a}}={\frac {a}{c}}\implies {\frac {a||a}{a||a}}={\frac {a}{a}}=1}, qui est l’un des cas triviaux exclus.)
Une autre propriété est que le nombre de solutions dans une base {\displaystyle n} est impair si et seulement si {\displaystyle n} est un carré pair. Cela peut être prouvé de la même manière que ci-dessus : supposons que nous ayons une solution
{\displaystyle {\frac {a||b}{c||a}}={\frac {b}{c}}}
Alors, en faisant la même manipulation, on obtient
{\displaystyle {\frac {an+b}{cn+a}}={\frac {b}{c}}\implies (a-b)cn=b(a-c)}
Supposons que {\displaystyle a>b,c}. Alors notez que {\displaystyle a,b,c\to a,a-c,a-b} est également une solution à l'équation. Cela crée presque une involution de l’ensemble des solutions vers lui-même. Mais nous pouvons également remplacer pour obtenir {\displaystyle (a-b)^{2}n=b^{2}}, qui n'a de solutions que lorsque {\displaystyle n} est un carré. Posons {\displaystyle n=k^{2}}. En prenant des racines carrées et en réorganisant on obtient {\displaystyle ak=(k+1)b}. Étant donné que le plus grand diviseur commun de {\displaystyle k,(k+1)} est un, nous savons que {\displaystyle a=(k+1)x,b=kx}. En notant que {\displaystyle a,b<k^{2}}, cela a précisément les solutions {\displaystyle x=1,2,3,\ldots ,k-1} : c'est-à-dire qu'il a un nombre impair de solutions lorsque {\displaystyle n=k^{2}} est un carré pair. La réciproque de l’affirmation peut être prouvé en notant que ces solutions satisfont toutes aux exigences initiales.